# سرهات شتين
سرهات شتين (بالتركية: Serhat Çetin)‏ مواليد 23 فبراير 1986 في إمينونو، إسطنبول، تركيا، هو لاعب كرة سلة تركي. بدأ مسيرته الاحترافية في سنة 2004. يلعب مع فريق تورك تيليكوم في الدوري التركي لكرة السلة. يحمل الرقم 15. يبلغ طوله 6 قدم 5.75 بوصة (2.0 م). حقق المركز الأول في ألعاب البحر الأبيض المتوسط 2013.

## المسيرة الاحترافية
لعب مع غلطة سراي لكرة السلة في الدوري التركي في موسم 2005–2006، ثم لعب مع كارشياكا في موسم 2006–2007، ثم لعب مع فنربخشة لكرة السلة في الدوري التركي من سنة 2008 إلى 2010، ثم لعب مع بشكتاش لكرة السلة من سنة 2010 إلى 2013، ثم لعب مع نادي طوفاس الرياضي في الدوري التركي في موسم 2013–2014، ثم لعب مع طوفاس الرياضي في الدوري التركي في موسم 2013–2014، ثم لعب مع فنربخشة في موسم 2014–2015، ثم لعب مع داروشافاكا في موسم 2015–2016، ثم لعب مع تورك تيليكوم في الدوري التركي في سنة 2016.

## الميداليات
| الميدالية | المسابقة                        |
| --------- | ------------------------------- |
| ذهبية     | ألعاب البحر الأبيض المتوسط 2013 |

## روابط خارجية
- سرهات شتين على موقع الاتحاد الدولي لكرة السلة (الإنجليزية)
- سرهات شتين على موقع الدوري الأوروبي لكرة السلة (الإنجليزية)
- سرهات شتين على موقع كرة السلة الأوروبية.كوم (الإنجليزية)
- سرهات شتين على موقع ريلجم (الإنجليزية)
- سرهات شتين على موقع بروبوليرز (الإنجليزية)
- سرهات شتين على موقع سبورتس رفرنس (الإنجليزية)